# Eisenbahnunfall vom Honey Creek
Der Eisenbahnunfall vom Honey Creek bei Moingona (Iowa) in den Vereinigten Staaten am 6. Juli 1881 wurde vor allem dadurch berühmt, dass die damals 15-jährige Kate Shelley (Catherine Shelley) (1865–1912) einen drohenden zweiten, großen Eisenbahnunfall verhinderte.

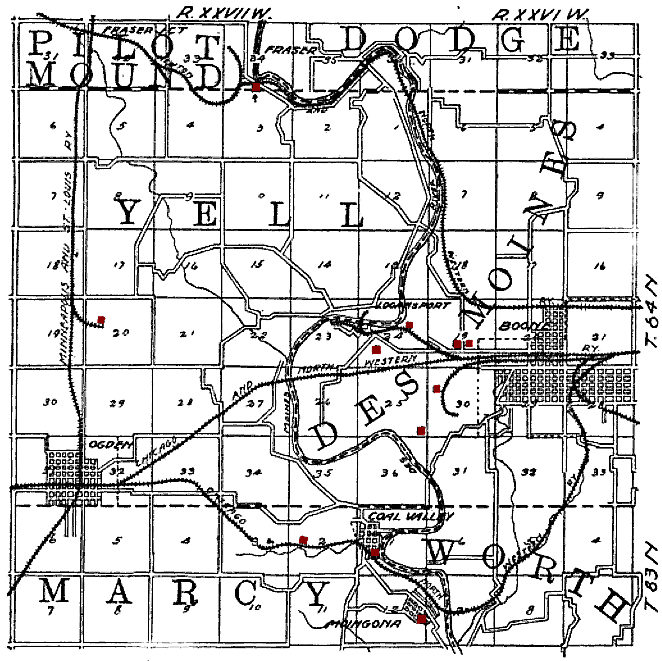
Eisenbahntrasse mit Kate-Shelley-Brücke in der Mitte des Kartenausschnitts

## Der Unfall
Während eines starken Sommergewitters am Nachmittag des 6. Juli 1881 kam es zu einem starken Anschwellen des Des Moines Rivers, der auch die ihn überquerende Eisenbahnbrücke 1,5 km östlich des Betriebsbahnhofs Moingona unterspülte. Die Stelle der Querung wurde als Honey Creek bezeichnet. Eine Dampflokomotive sollte von Boone aus westwärts die Strecke der Chicago and North Western Railway in Richtung Moingona auf Schäden kontrollieren. Als die Lokomotive die Brücke über den Des Moines River querte, brach diese gegen 23 Uhr unter ihr zusammen und die Lokomotive stürzte etwa 8 Meter tief in den Fluss. Von den vier Eisenbahnern an Bord starben zwei.

## Der verhinderte Unfall

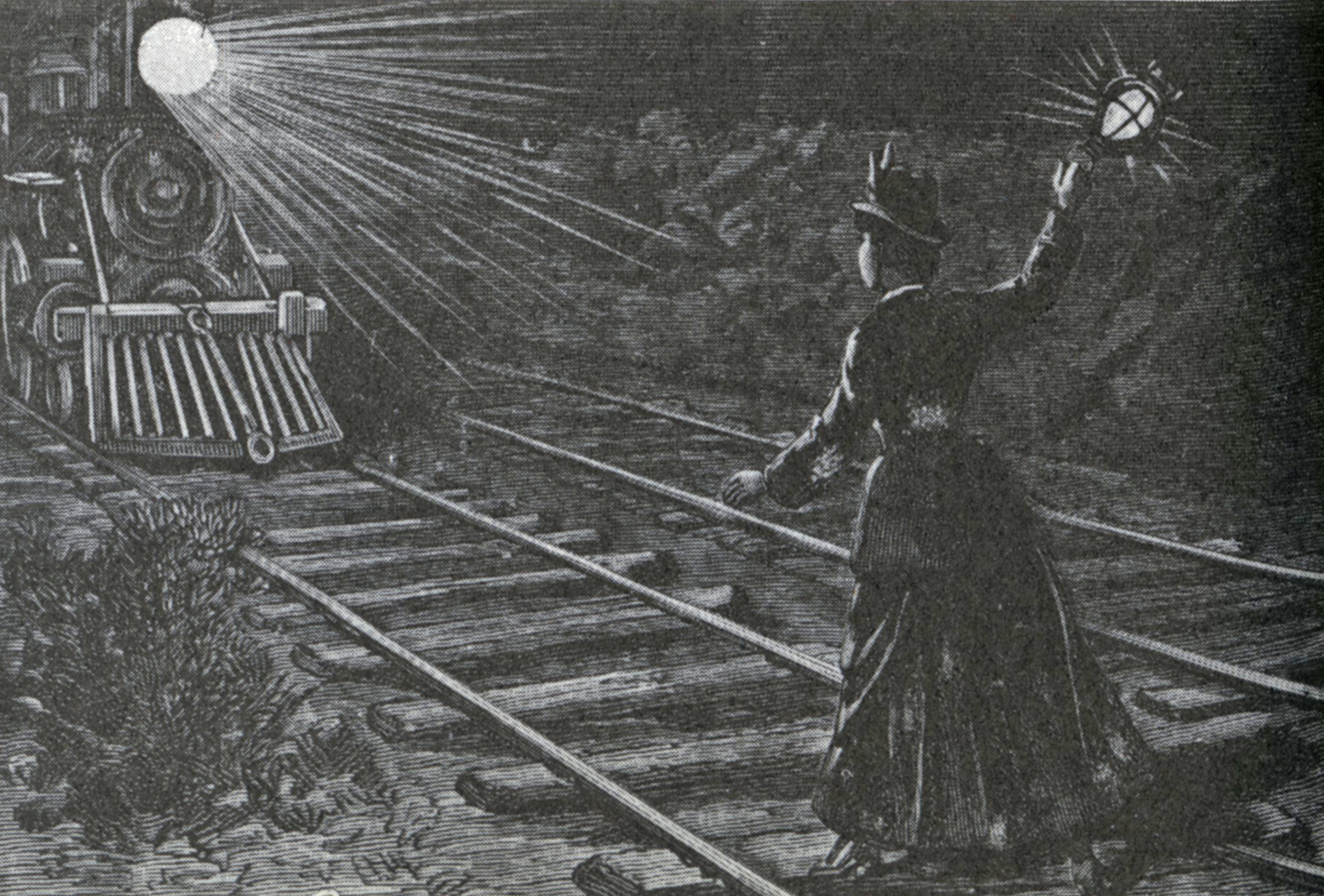
Zeitungs-Illustration: historisch nicht korrekte Darstellung des Vorfalls

Die nahe bei der Unfallstelle lebende 15-jährige Kate Shelley, die dort zusammen mit ihrer Mutter einen landwirtschaftlichen Betrieb führte, hörte den Unfall und lief zur Unfallstelle. Sie wusste, dass aus Richtung Moingona etwa eine Stunde später ein Schnellzug die Unfallstelle erreichen und ohne Warnung ebenfalls in den Fluss stürzen würde. Um das zu verhindern, musste sie zum etwa 1,5 km von der Unfallstelle entfernten Betriebsbahnhof Moingona laufen, aber in dem anhaltenden Sturm dazu auch die Reste der Brücke über den Des Moines River überqueren. Die Lampe, die sie mitgenommen hatte, verlosch und sie musste die Ruine der Brücke in der Dunkelheit bewältigen. Es gelang ihr, Moingona zu erreichen. Von dort aus konnte der Zug im Bahnhof von Ogden rechtzeitig angehalten werden – es befanden sich etwa 200 Reisende an Bord.
Kate Shelley führte die Retter zur Unfallstelle und zeigte ihnen, wohin die Lokomotive abgestürzt war. Die zwei Überlebenden der Lokomotivbesatzung hatten sich auf im Fluss stehende Bäume retten können.

## Nachwirkungen
Kate Shelley wurde durch ihre Rettungsaktion landesweit bekannt und die Geschichte Bestandteil der nationalen Folklore. Zahlreiche Lieder und Gedichte wurden über die Rettungsaktion verfasst. Die Reisenden des geretteten Nachtzuges veranstalteten eine Geldsammlung für sie, von öffentlichen Stellen, unter anderem vom Staat Iowa, erhielt sie Auszeichnungen, der Verband der Eisenbahnschaffner überreichte ihr eine goldene Uhr an einer Kette und die Chicago and North Western Railway überreichte ihr neben materiellen Zuwendungen eine lebenslang gültige Freifahrkarte.

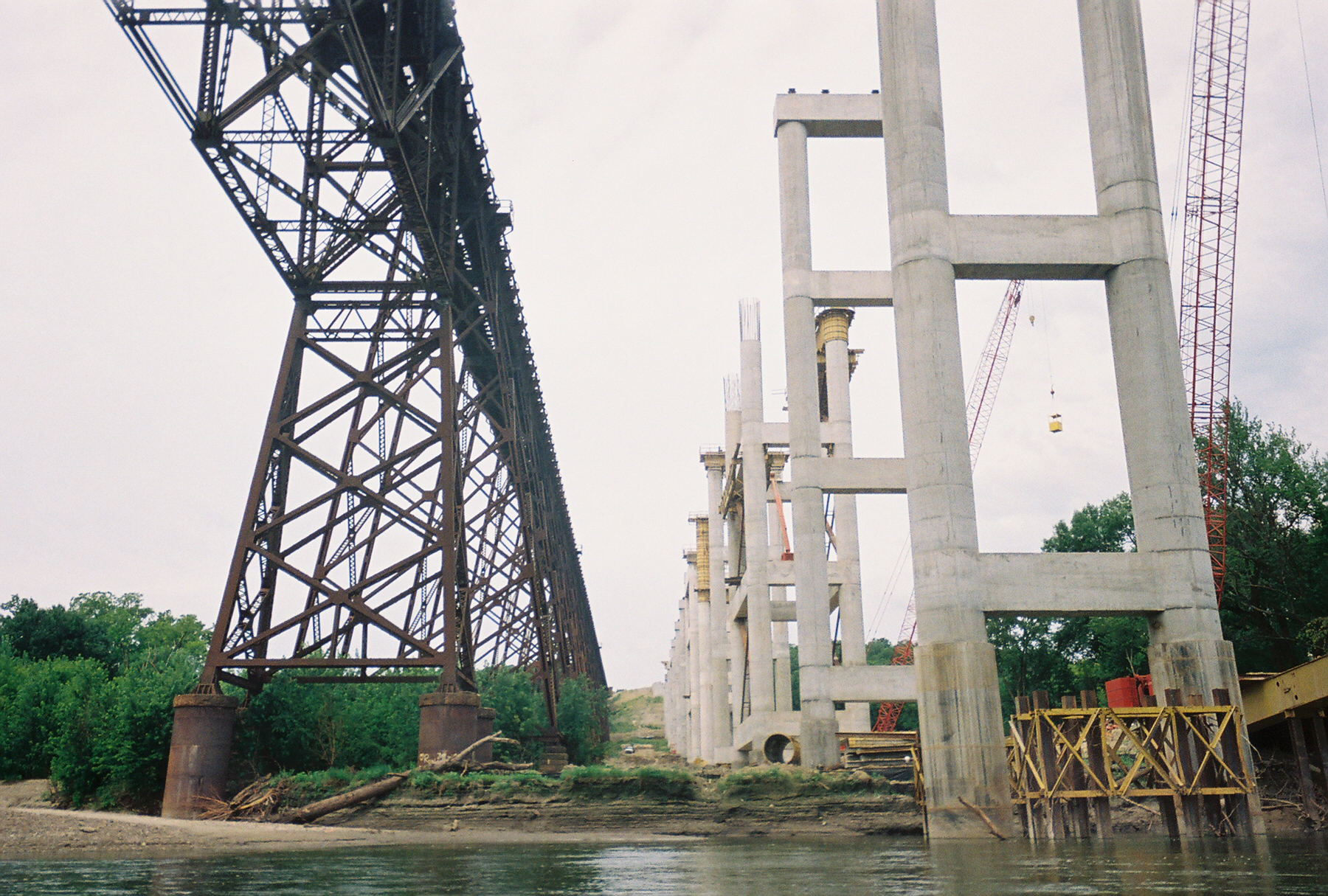
Historische Brücke (links), neue Kate-Shelley-Brücke (rechts) im Bau

Die alte Holzbrücke wurde 1900 durch eine Stahlfachwerkbrücke ersetzt, die den Namen von Kate Shelley erhielt. Kate Shelley war so die erste Frau, nach der in den Vereinigten Staaten eine Brücke benannt wurde und auch die einzige bis 1976. Die Kate-Shelley-Brücke wurde 2009 durch einen modernen Neubau ersetzt, behielt ihren Namen und ist heute eine der größten zweigleisigen Eisenbahnbrücken in den USA.
Eine Eisenbahner-Vereinigung benannte sich nach ihr, die Kate Shelley Lodge.
Kate Shelley war auch eine der wenigen Frauen, die einem Zug, dem Kate Shelley 400, seinen Namen gaben. Der Zug verkehrte von 1955 bis 1971 und trug bis 1963 ihren Namen.
Die Boone County Historical Society betreibt im ehemaligen Betriebsbahnhof Moingona heute das Kate Shelley Railroad Museum.